# Björn Pätzoldt
Björn Pätzoldt (* 1. Juni 1944 in Liegnitz, Provinz Niederschlesien) ist ein deutscher Politologe und Verleger.

## Leben
Kurz vor Ende des Zweiten Weltkriegs floh seine Familie vor den sowjetischen Truppen aus Schlesien nach Berlin, wo Pätzoldt seine Kindheit und Jugend verbrachte, bis seine Familie nach Errichtung der Berliner Mauer 1961 nach Niedersachsen übersiedelte. Nach dem Abitur 1964 an der Freien Waldorfschule Hannover heuerte Pätzoldt auf einem südafrikanischen Frachter als „Deckshand“ an und reiste nach seiner Ankunft in Kapstadt per Anhalter quer durch den afrikanischen Kontinent. Zeitweilig arbeitete er in Namibia, dem seinerzeitigen Südwestafrika, als Redakteur bei der Windhoeker Allgemeinen Zeitung und geriet später in den Bürgerkrieg in der Kongoprovinz Katanga. Diese Erlebnisse verarbeitete er nach seiner Rückkehr nach Deutschland in zahlreichen Rundfunkberichten sowie in seinem 2009 unter dem Pseudonym „Nandinda“ veröffentlichten Erzählwerk Draußen ist Freiheit: Eine deutsche Nachkriegsbiographie.
1965 begann er an der Universität Hamburg ein Studium der Politikwissenschaft, Wirtschafts- und Sozialgeschichte, Volkswirtschaftslehre, Völkerrecht und Sozialpsychologie, das er 1970 als Diplom-Politologe abschloss. Während der Studentenunruhen 1967/68 war Pätzoldt Vorsitzender des Allgemeinen Studentenausschusses (AStA) der Universität Hamburg. 1967 trat Pätzoldt in die Sozialdemokratische Partei (SPD) ein, verließ die Partei jedoch ein Jahr darauf aus Protest gegen die mit Zustimmung der Mehrheit der SPD-Fraktion im Bundestag verabschiedeten Notstandsgesetze, die eine Einschränkung von Grundrechten beinhalten. Von 1968 bis 1969 war er Vorstandsmitglied des Verbandes Deutscher Studentenschaften (VDS) sowie Mitglied im Vorstand des Deutschen Akademischen Austauschdienstes (DAAD) von 1968 bis 1970. Von 1970 bis 1972 war Pätzoldt Lehrbeauftragter für Politische Wissenschaften an der Universität Hamburg. Nach der Promotion zum Dr. rer. pol. mit einer Dissertation über „Kulturimperialismus und Ausländerstudium – Eine Teilanalyse der auswärtigen Kulturpolitik und Bildungshilfe der Bundesrepublik Deutschland“ (1971/72) hatte er bis 1974 eine fünfsemestrige Gastprofessur für Politische Soziologie am Otto-Suhr-Institut der Freien Universität Berlin inne und war zeitweilig Abteilungsleiter im Zentralinstitut für sozialwissenschaftliche Forschung (ZI 6) der FU Berlin. Schwerpunkte seiner Lehr- und Forschungstätigkeit waren Kolonialismus, Imperialismustheorie, Arbeiterimmigration und Ausländerrecht.
1974 war Pätzoldt Korrespondent des Evangelischen Pressedienstes (epd) auf der dritten UN-Seerechtskonferenz in Caracas, Venezuela. Zudem moderierte er 1974 den Zusammenschluss der Bundesstelle für Entwicklungshilfe (BfE) und der Deutschen Fördergesellschaft für Entwicklungsländer (GAWI) zur Gesellschaft für Technische Zusammenarbeit (GTZ) unter Federführung des Entwicklungshilfeministers Egon Bahr.
Danach war Björn Pätzoldt bis 2008 als selbständiger Organisationsberater, Moderator und Mediator u. a. für Industrie und Ministerien tätig. In der Zeit von 1974 bis 1979 moderierte er Resozialisierungsprojekte in der Justizvollzugsanstalt (JVA) Berlin-Tegel. Bis 2008 betrieb er außerdem den perspol-verlag in Hamburg. Von 1975 bis 1979 war Pätzoldt Projektleiter eines von der Stiftung Volkswagenwerk geförderten Kommunikationsprojekts „Lernstatt im Wohnbezirk“ zur Integration der ausländischen Wohnbevölkerung im Berliner Arbeiterviertel Wedding. Mit den Schwerpunkten Erwachsenenarbeit, Frauen- und Jugendarbeit sowie einem umfassenden Angebot zur Unterstützung von sozial benachteiligten Menschen besteht die Lernstatt im Wohnbezirk bis heute fort.
Neben seinen wissenschaftlichen Publikationen verfasst Björn Pätzoldt unter dem der Sprache der Herero, Namibia, entlehnten Pseudonym NANDINDA ("sich die Augen mit der Hand beschatten, um klarer sehen zu können") belletristische Literatur.
Pätzoldt war verheiratet mit der iranischen Schriftstellerin Torkan (1941–2019) und ist der Vater der Schauspielerin und Sängerin Marjan Shaki.

## Werke (Auswahl)
- Ausländergesetz als Herrschaftsinstrument oder die emanzipatorische Kraft einer Alternative. in: studentische politik 1/1970, Forschungsinstitut der Friedrich-Ebert-Stiftung, Bonn-Bad Godesberg 1970.
- Revolution, Entwicklungspolitik und Rätedemokratie – Versuch der Konzeption einer sozialistischen Alternative. in: Entwicklungshilfe zwischen Restauration und Revolution, Schriften der Kübel-Stiftung 2; Bensheim 1970.
- Fremdarbeiterpolitik und Ausländerrecht in der BRD und Westberlin. Dokumente zur Verschärfung der Ausländergesetzgebung, Teile 1–4. in: berliner extradienst 75–78/VI, September 1972.
- Ausländerstudium in der BRD. Ein Beitrag zur Imperialismuskritik. Pahl-Rugenstein, Köln 1972, ISBN 3-7609-0065-8.
- Die Entrechtung der ausländischen Arbeiter durch das Ausländerrecht. Rechtsgeschichte der Arbeiterimmigration in Deutschland. in: Das Argument 86, Heft 5/6; Karlsruhe 1974.
- BRD-Imperialismus und Araber-Pogrom. Vordergründe und Hintergründe der nacholympischen Ausländerverfolgungen. Zur Ausweisungspolitik der Bundesrepublik Deutschland. in: Gilbert Mury: Schwarzer September; Wagenbach, Berlin 1974, ISBN 3-8031-1048-3.
- Revolution auf den Meeren – Die Dritte UN-Seerechtskonferenz in Caracas; in: Entwicklungspolitik 10/1974, Evangelischer Pressedienst, Frankfurt am Main 1974
- Lernstatt im Wohnbezirk. Kommunikationsprojekt mit Ausländern in Berlin-Wedding. Projektleiter B. Pätzoldt; Hrsg. Institut für Zukunftsforschung, Cooperative Arbeitsdidaktik; Campus, Frankfurt am Main, New York 1978, ISBN 3-593-32353-2.
- Nandinda, So ist´s – So scheint´s: Die Sechs Tore zur Weisheit. Dialoge zwischen Vater und Sohn. Perspol, Hamburg 1984, ISBN 3924235015.
- Motivationsfaktor Mut. Ein Beitrag zur Unternehmenskultur und Führungsethik der Zukunft. Handbuch für Führungsseminare. Perspol, Hamburg 1988, ISBN 3-89226-004-4.
- Nandinda, Draußen ist Freiheit: Eine deutsche Nachkriegsbiographie, Deutsche Literaturgesellschaft, Berlin 2009, ISBN 9783940490544
- Nandinda, Lyr-Ich: Eine poetische Autobiographie, BoD – Books on Demand, Norderstedt 2022, ISBN  978-3-7557-3160-3